# Jedroglavke
Jedroglavke (Lophotidae), porodica morskih riba iz reda Lampriformes. Sastoji se od dva roda s ukupno 4 vrste. Izduženog su i tankog tijela, a vrsta E. fiski naraste do 1,5m a oblika je trake.
Ove ribe karakterizira i izraslina na glavi oblika roga, zbog čega su neke vrste nazivane i jednorogima. Srebrne su boje, a žive po tropskim i suptropskim morima.
Kao i kod nekih glavonožaca, i ove ribe posjeduju tintne vrečice iz kojih kada su u opasnosti mogu ispustiti oblak crnila.

## Rodovi i vrste
- Eumecichthys fiski (Günther, 1890)
- Lophotus capellei Temminck & Schlegel, 1845
- Lophotus guntheri Johnston, 1883
- Lophotus lacepede Giorna, 1809

- Lophotus lacepede
- Lophotus lacepede
- Eumecichthys fiski